# Arkadij Naiditsch
Arkadij Naiditsch (Riga, Letônia, 25 de outubro de 1985) é um Grande Mestre de Xadrez (título conquistado em abril de 2001) alemão nascido na Letônia. Venceu o Torneio de Xadrez de Dortmund de 2005, a frente de qualificados e conhecidos jogadores como Loek van Wely, Veselin Topalov, Peter Svidler, Vladimir Kramnik, Michael Adams e Péter Lékó. Em 2007 venceu o Campeonato Alemão de Xadrez em Bad Königshofen.
Em 2011 venceu o 15.º International Neckar Open com 8½/9, quebrando a barreira dos 2700 Elo.
Em 9 de agosto de 2014 venceu o atual campeão de xadrez Magnus Carlsen na Olimpíada de xadrez de 2014 em Tromsø, Noruega.